# Христо Николов (учител)
Христо Николов е български просветен деец от късното Българско Възраждане в Македония.

## Биография
Христо Николов е роден в 1872 година в град Радовиш в Османската империя, днес в Северна Македония. Завършва френска филология в Ньошателския университет.
В учебната 1902/1903 година преподава в Скопското българско мъжко педагогическо училище, както и в Българското петкласно девическо училище в града (френски език).
В учебните 1904/1905, 1905/1906 и 1909/1910 години преподава в Солунската българска мъжка гимназия.
От 1906 до 1909 година преподава в Солунската българска девическа гимназия.
След Младотурската революция в 1908 година става деец на Съюза на българските конституционни клубове и е избран за делегат на неговия Учредителен конгрес от Радовиш.